# Marklowice (Cieszyn)
Marklowice (niem. Marklowitz) – część miasta Cieszyna, najmłodsza jego dzielnica, do 1977 samodzielna wieś. Położona przy granicy polsko-czeskiej. W Marklowicach znajduje się kopalnia gazu ziemnego, fabryka farb i lakierów "Polifarb" (obecnie PPG Polifarb Cieszyn SA), stacja kolejowa Cieszyn Marklowice oraz rezerwat przyrody Kopce.

## Historia
Miejscowość po raz pierwszy wzmiankowana została w 1523 roku.
Według austriackiego spisu ludności z 1900 w 20 budynkach w Marklowicach, będących wówczas przysiółkiem Pogwizdowa, mieszkało 164 osób. z tego 57 (34,8%) mieszkańców było katolikami a 107 (65,2%) ewangelikami, 158 (96,3%) było polsko-, 4 (2,4%) niemiecko- a 2 (1,2%) czeskojęzycznymi. Według spisu z 1910 roku Marklowice miały już 191 mieszkańców zamieszkałych w 20 budynkach na obszarze 216 hektarów, co dawało gęstość zaludnienia równą 88,4 os./km², z czego 184 było zameldowanych na stałe, 173 (94%) było polsko- a 11 (6%) niemieckojęzycznymi, 69 (36%) było katolikami, 115 (60%) ewangelikami a 7 (3,7%) wyznawcami judaizmu.
W 1997 jednostkę urbanistyczną Marklowice zamieszkiwało 590 z 38115 mieszkańców Cieszyna (1,5%).

## Dwór książęcy w Marklowicach
Dwór powstał na początku XVI wieku. Książę Adam Wacław cieszyński po śmierci swej żony Elżbiety kurlandzkiej w 1601 r. związał się z Małgorzatą Kostlachówną, która urodziła mu nieślubnego syna Wacława Gotfryda. Książę chcąc zapewnić dziecku i jego matce utrzymanie w przyszłości, podarował Małgorzacie dobra Marklowice z niewielkim dworem. W 1640 r. córka Adama Wacława księżna cieszyńska Elżbieta Lukrecja (przyrodnia siostra Wacława Gotfryda), wyjednała u cesarza tytuł szlachecki dla niego i nadanie tytułu von Hohenstein z uszczerbionym piastowskim herbem. Jednakże Wacław Gotfryd nie miał on prawa nabywania dóbr ziemskich, z obawy przed pretensjami do Księstwa cieszyńskiego, które zamierzali przejąć austriaccy Habsburgowie. Dlatego po śmierci Małgorzaty Koschlinger Marklowice stały się własnością Komory Cieszyńskiej.
W dworze zachowały się izby o kolebkowo-krzyżowych sklepieniach na parterze, reprezentacyjne sale kryte profilowanymi belkowymi stropami na piętrze, kamienne arkadki, portal i okienne obramienia oraz wysoki, dwuspadowy dach. Charakter letniej rezydencji podkreślała znajdująca się na pierwszym piętrze loggia, która po 1945 roku została zamurowana. Dwór był częścią większego założenia, ponieważ jeszcze na początku XX wieku były w jego pobliżu widoczne ślady murów obszerniejszej budowli. Obecnie dawny dwór księcia cieszyńskiego znajduje się w prywatnych rękach i pełni funkcje mieszkalne.    

## Przyroda
Obok ul. Frysztackiej 246 rośnie pomnik przyrody dąb szypułkowy o obwodzie pnia 416 cm.